# Piaseczno (obwód lwowski)
Piaseczno (ukr. Пісочне) – wieś na Ukrainie w obwodzie lwowskim, w rejonie czerwonogrodzkim. Liczy 150 mieszkańców. Jest to najdalej na północ wysunięta miejscowość obwodu lwowskiego.

## Historia
Wieś położona w powiecie bełskim województwa bełskiego była własnością kanclerza Jerzego Ossolińskiego w 1645 roku. W 1739 roku należała do klucza Uhrynów Lubomirskich. Do 15 lutego 1951 Piaseczno leżało w woj. lubelskim (powiat hrubieszowski), w gminie Dołhobyczów. W 1951 roku – jako jeden z dwóch niewielkich skrawków gminy Dołhobyczów (drugim był obszar wokół Pawłowic) – zostało przyłączone do Związku Radzieckiego w ramach umowy o zamianie granic z 1951 roku. Była to jedyna część woj. lubelskiego sprzed 1939 roku, która weszła w skład ZSRR, pozostałe lubelskie gminy które zmieniły państwo w 1951 roku należały za II RP do woj. lwowskiego (do powiatów sokalskiego i rawskiego). Po włączeniu Piaseczna do ZSRR utworzyło ono sielsowiet w rejonie zabuskim, do którego przywłączono chutor Szychtory, stanowiący dotąd odległą część gromady Tudorkowice położonej w specyficznym przewężeniu nad rzeką Warężanką. 
Do 1951 roku Piaseczno należało do parafii Kryłów.